# Pseudosymmachia excisa
Pseudosymmachia excisa är en skalbaggsart som beskrevs av Frey 1972. Pseudosymmachia excisa ingår i släktet Pseudosymmachia och familjen Melolonthidae. Inga underarter finns listade i Catalogue of Life.